# Пољско-шведски рат (1617—1629)
Шведско пољски рат вођен у периоду 1617-1629. године други је ратни сукоб Пољске и Шведске. Овај рат је део Тридесетогодишњег рата, а завршен је победом Шведске и миром у Алтмарку.

## Увод
Шведско-пољски ратови вођени су, с прекидима, од 1598. до 1660. године за стицање превласти на Балтичком мору и доминације над прибалтичким територијама. После Ливонског рата (1558—1583) у ком је Пољска добила Ливонију, а Шведска Естонију, односи између ове две земље били су веома заоштрени, али је већ 1587. године образована пољско-шведска унија ради заједничке борбе против Русије.
Син шведског краља Зигмунд III постаје пољски краљ, који 1592. године наслеђује и шведску круну (1592—1604) те настоји да створи велику и снажну шведску државу. Ово изазива отпор пољских магната и католичког свештенства који су тежили да Пољска, а не Шведска стекне превласт на Балтику.

## Рат
У тежњи да се поново докопа шведског престола, Зигмунд III обнавља 1617. године ратна дејства, која се воде до 1629. године у склопу Тридесетогодишњег рата (1618—1648). 1621. године Шведска је заузела Ригу и наставила операције кроз Курландију и приморске области. У бици код Оливе од 27. октобра 1627. године пољска ескадрила поразила је шведску, али није обезбедила превласт на Балтику. Већ следеће године, пољска флота трпи низ пораза и принуђена је да се склони у луку Гдањск. После неуспеха и на копну, Пољска је принуђена да 1629. године склопи мир у Алтмарку према којој Шведској уступа Ливонију, Гдањск, Мемел, Ригу и делове источне и западне Прусије.